# Departamento San Roque
Das Departamento San Roque liegt im westlichen Zentrum der Provinz Corrientes im Nordosten Argentiniens und ist eine von 25 Verwaltungseinheiten der Provinz. 
Im Norden grenzt es an das Departamento Saladas, im Osten an das Departamento Concepción, im Südosten an das Departamento Mercedes, im Südwesten an das Departamento Lavalle und im Westen an das Departamento Bella Vista.
Die Hauptstadt des Departamento San Roque ist das gleichnamige San Roque. 

## Städte und Gemeinden
- Chavarría
- Colonia Pando
- Nueve de Julio
- Pedro R. Fernández
- San Roque

Koordinaten: 28° 36′ S, 58° 42′ W